# Magdalene Gräfin zu Stolberg-Wernigerode
Magdalene Gräfin zu Stolberg-Wernigerode (* 5. Mai 1875 in Rohrlach, Landkreis Hirschberg im Riesengebirge; † 14. Oktober 1955 in Wernigerode) war die letzte Äbtissin des Klosters Drübeck.

## Leben

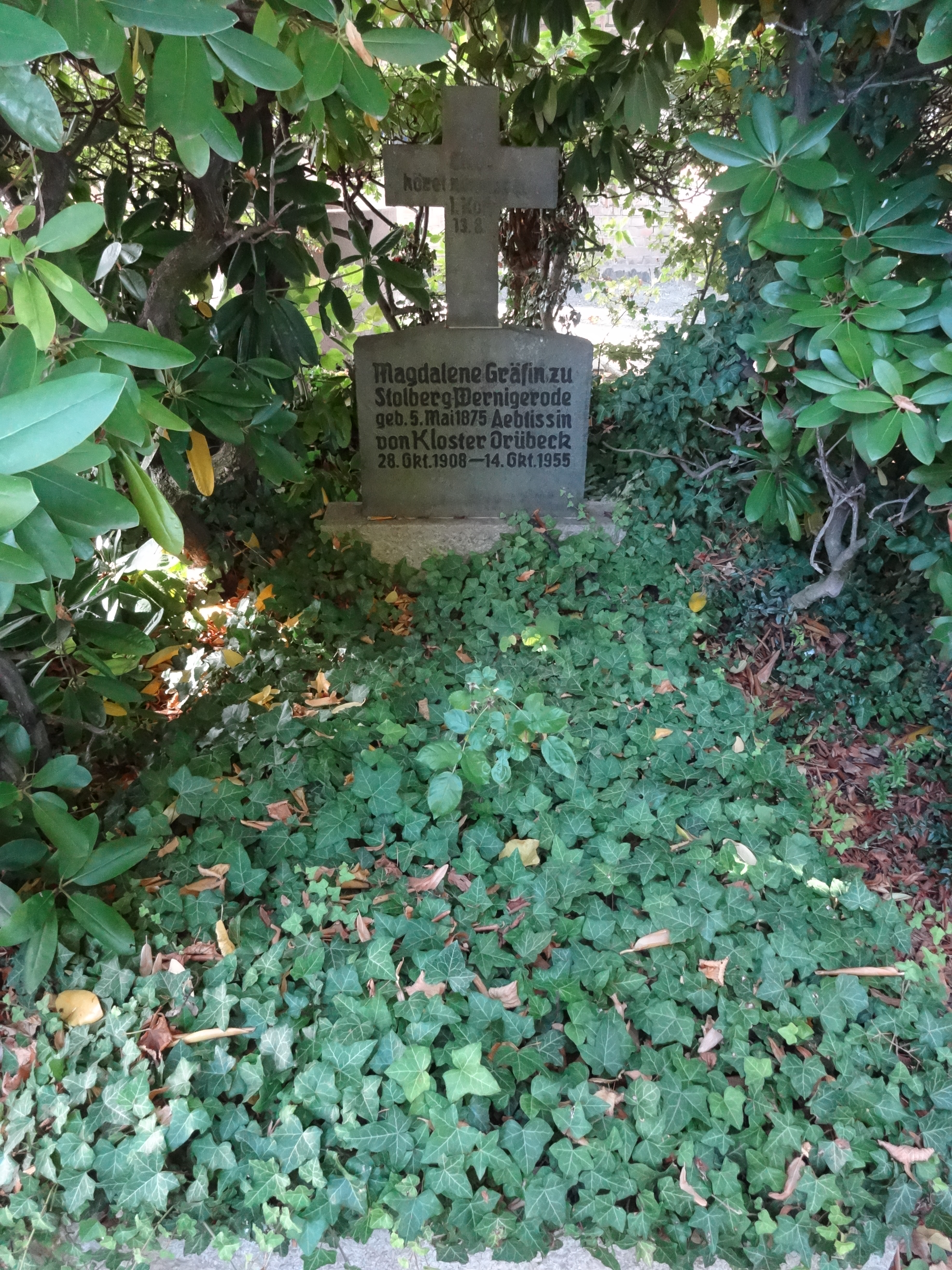
Grabstätte auf dem Friedhof Drübeck

Sie war die zweitälteste Tochter des Grafen Constantin zu Stolberg-Wernigerode, der eine gewisse Zeit als Oberpräsident der preußischen Provinz Hannover tätig war. Sie blieb unverheiratet und übernahm die Leitung des evangelischen Damenstifts in Drübeck. Nach der im Zweiten Weltkrieg entstandenen Aufstellung derjenigen Parteigenossen, die Angehörige fürstlicher Häuser sind, trat sie am 1. Mai 1937 der NSDAP bei (Mitgliedsnummer 5.519.716). Sie blieb auch nach der 1945 erfolgten Enteignung der Familie Fürst zu Stolberg-Wernigerode in der sowjetischen Besatzungszone und späteren DDR. Mit dem Übergang des Klosters Drübeck in eine kirchliche Stiftung im Jahre 1946 endete ihre Funktion als Äbtissin. Sie blieb bis zu ihrem Tod auf ihrem Altenteil im als kirchliches Erholungsheim genutzten Kloster.